# Джералдин Коб
Джералдин М. „Джери“ Коб (на английски: Geraldyn 'Jerrie' M. Cobb) e американски пилот и първата американска жена включена в космическа програма.

## Образование
Джери М. Коб завършва висшето си образование в Classen High School. За първи път пилотира самолет през 1947 г., когато е само на 16 г. На 17 г. възраст получава свидетелство са управление на спортни самолети, а една година по-късно става професионален пилот на многодвигателни самолети. През 1953 г. става първата жена – инструктор в гражданското въздухоплаване.

## Летателна кариера
Дж. Коб започва работа в авиацията на 19 г. възраст, през 1950 г. От 1952 г. лети на четиридвигателни самолети. В продължение на цели дванадесет години държи световните рекорди за жени в скорост, максимална височина на полета и максимална продължителност на полета без междинно кацане. Обявена е за „Пилот на годината“ на авиационното изложение във Франция през 1956 г. и е наградена със Златен медал за заслуги. През 1959 г., на 28 г., става мениджър на компанията Aero Design and Engineering Company. До 1960 г. има в актива си повече от 7000 полетни часа.

## В НАСА
През 1960 г. е включена в програмата Мъркюри 13 – проект за първи полет на американка в космоса. През 1961 г. е поканена като консултант в НАСА, след като успешно преминава първия етап на обучение за участие в космически полет. Тя е единствена от тринадесетте избрани жени, която преминава това ниво. На следващата година завършва и втория етап. По време на подготовката става първата жена в света летяла на реактивен самолет. На реактивната машина съвсем лесно подобрява собствените си световни рекорди по скорост, височина и продължителност на полета. Получава място в заключителния етап за подготовка на космически полет Мъркюри 13. През 1963 г. програмата е прекратена и Джери Коб не получава възможност за полет в космическото пространство.

## След НАСА
В продължение на 30 г. Коб извършва хуманитарни полети в Южна Америка. За тази си дейност е номинирана през 1981 г. за Нобелова награда за мир. До 1999 г. участва активно в различни хуманитарни дейности.

## Награди
Джери Коб е носител на 15 граждански отличия.

## В киното
Джералдин Коб е първообраз на героинята Моли Коб в изпълнение на Соня Уолгър от американския научно-фантастичен сериал For All Mankind (За цялото човечество) (2019).